# ضحوة (الرقة)
ضحوة قرية سورية تتبع ناحية الجرنية في منطقة الثورة في محافظة الرقة. بلغ عدد سكانها 122 نسمة في عام 2004 حسب إحصاء المكتب المركزي للإحصاء.